# Реформаты-беженцы

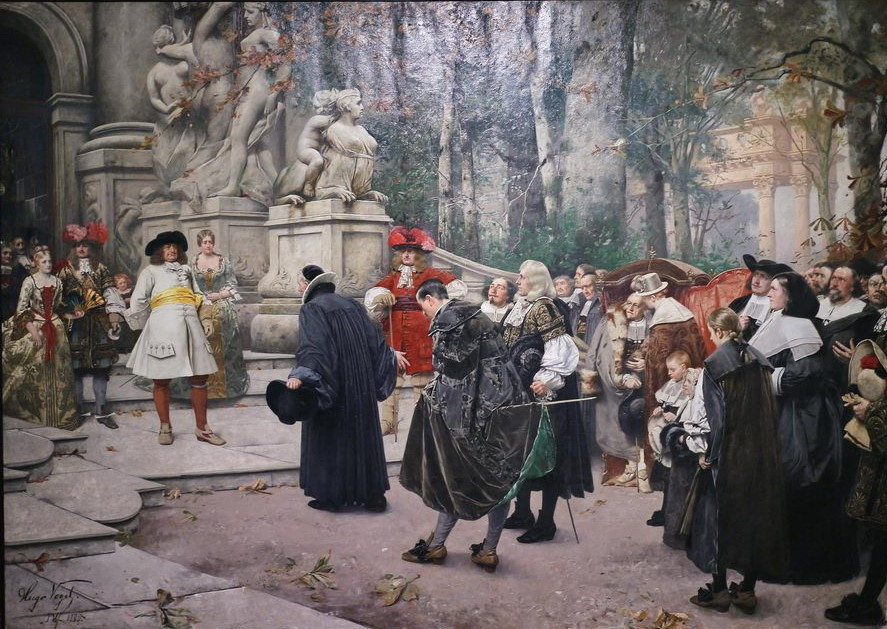
Гуго Фогель. Прием беженцев (гугенотов) великим курфюрстом в Потсдамском дворце, 1685 г. (1885 г.).

Реформаты-беженцы (фр. réfugiés) — протестанты, бежавшие из Франции после отмены Нантского эдикта в 1685 году.
Хотя король Людовик XIV строго запретил выселения и границы Франции бдительно охранялись войсками, однако 300 000 протестантов удалось покинуть отечество. Большинство эмигрантов принадлежали к образованным классам населения и были приняты с распростёртыми объятиями в тех странах, где они искали убежища.
Купцы и фабриканты направились главным образом в Голландию, Данию и Англию; дворяне, военные, учёные, художники и ремесленники — в Швейцарию и Германию, преимущественно в протестантские германские государства (Бранденбург, Гессен и др.); в последних они получили полные гражданские права. Великий курфюрст бранденбургский Потсдамским эдиктом 1685 года дал им некоторые привилегии и в 1687 году образовал из них особенные отряды войск. Эти беженцы, отчасти вместе с реформатами, переселившимися из Нидерландов ещё при Альбе, а также с изгнанными из Пьемонта вальденсами, образовали во многих местах Германии общины с французским богослужебным языком, отчасти слившиеся с немецкими реформатскими общинами, отчасти сохранившие поныне французский язык.
В Пруссии в середине XVIII века таможенные и прочие государственные сборы были на откупе французских протестантов, благодаря чему они значительно притесняли местное население. 
Из Нидерландов несколько сотен гугенотов переселились далее в Капскую колонию, где составили костяк местной протестантской общины, но утратили французский язык уже во втором-третьем поколении, перейдя на африкаанс.
Реформаты-беженцы привнесли на чужую почву свойственное им трудолюбие и искусство в области художеств и промышленности.